# Noriko Iriyama
Noriko Iriyama (入山法子 Iriyama Noriko?, 1 de agosto de 1985) es una actriz y modelo japonesa. En 2008 se graduó de la Universidad Femenina Kyōritsu.

## Filmografía

### Dramas
- Tokyo Bandwagon como Nagasaki (NTV, 2013, EP4-5, 8)
- Saikou no Rikon (Fuji TV, 2013, ep10)
- Dragon Seinendan (TBS, 2012, ep6)
- Houkago wa Mystery Totomo ni (TBS, 2012)
- Nazotoki wa Dinner no Ato de (Fuji TV, 2011, ep8)
- Samurai High School (NTV, 2009, ep2)
- LOVE GAME (NTV, 2009, ep13)
- Hontou ni Atta Kowai Hanashi Urami no *Daisho (Fuji TV, 2009)
- Akahana no Sensei (NTV, 2009)
- Ghost Friends (NHK, 2009)
- Kiina (NTV, 2009, ep6)
- Hokaben (NTV, 2008, ep4)
- Otokomae! (NHK, 2008, ep2)
- Binbo Danshi (NTV, 2008, ep3)
- Yukan Club (NTV, 2007, ep3)
- Joshi Deka! (TBS, 2007, ep1,7,10)
- Sexy Voice and Robo (NTV, 2007, ep5)
- Torihada (Fuji TV, 2007)
- Haken no Hinkaku (NTV, 2007)
- My Boss My Hero (NTV, 2006)
- Division 1 Yuku na! Ryoma (Fuji TV, 2005)

### Películas
- Happy Flight (2008)
- Kōfuku no Alibi (2016)